# Liubávichi
Liubávichi (en ruso: Любáвичи; yiddish: ליובאוויטש, Lyubavitsh; polaco: Lubawicze; bielorruso: Любаві́чы) es un asentamiento rural y aldea (derevnia) situada en el raión de Rudnia, en el óblast de Smolensk, en Rusia.
En 2021, el territorio del asentamiento tenía una población de 2026 habitantes, de los cuales 448 vivían en la aldea de Liubávichi y el resto repartidos en cincuenta pedanías, de las cuales solamente cuatro superan los cien habitantes: Berezinó, Vólkovo, Kazimírovo y Shilovo.

## Historia
Se sabe que el pueblo ha existido en lo que fue la Mancomunidad de Polonia-Lituania desde al menos 1654. En 1784, fue mencionado como una pequeña ciudad, entonces una posesión de la familia Lubomirski. Después de la primera partición de Polonia, el pueblo fue anexionado por el Imperio ruso. Durante la invasión francesa de Rusia en 1812, el pueblo fue ocupado por las tropas napoleónicas durante dos semanas.
En los días del Imperio ruso, el pueblo era un shtetl de la gobernación de Maguilov. En 1857, tenía una población de 2.500 habitantes. Según otra fuente de aproximadamente el año 1880, un total de 1.516 habitantes (978 de ellos judíos) fueron reportados allí. El pueblo tenía 313 casas, dos iglesias ortodoxas rusas y dos sinagogas, casas de oración judías.
A finales del siglo XIX y principios del siglo XX, el mayor mercado de la gobernación de Maguilov, con una facturación de más de 1,5 millones de rublos, se celebró en Lyubávichi. Durante la Primera Guerra Mundial, los líderes jasídicos abandonaron Lyubávichi. La población judía de la aldea disminuyó gradualmente y se secularizó bajo la presión del gobierno comunista.
Durante la Segunda Guerra Mundial, el 4 de noviembre de 1941, los nazis y sus colaboradores masacraron a 483 judíos locales. Era el período cuando estaban invadiendo la Unión Soviética. La aldea es conocida en el mundo por ser la antigua sede de la dinastía jasídica Jabad-Lubavitch.